# 內克
內克（1989年8月23日—），本名吳宇軒，台灣廣播人、Podcaster、活動主持人、自由聲音工作者及講師。2019年，內克以廣播節目《告白》榮獲第54屆廣播金鐘獎企劃編撰獎，2024年再度以《那一天的情緒課》獲得第59屆廣播金鐘獎社會關懷節目獎殊榮。
現製作主持Podcast節目《告白那一刻》、《淡博名利》、《彰話噪咖》，並擔任中央廣播電台《那一天的情緒課》、《宇宙軒嘩道》及臺語節目《hái！佇遮啦》、《uē歌予你聽》主持人，同時身兼國立政治大學傳播學院廣播電視學系兼任專業技術級助理教授，開設「聲音自媒體應用與創作」課程廣獲好評。

## 主持經歷
台南人，政治大學傳播碩士、廣播電視學系及外交學系雙學士畢，從大學時期起累積多年廣播及主持經驗，電台足跡包含警察廣播電台、央廣、漢聲等廣播電臺，企劃及製播之流行音樂、社會關懷與國際關係節目，曾14度入圍廣播金鐘獎。
主持過程中細膩觀察到音樂創作中蘊含的情緒心聲，2021年起製播流行音樂深度專訪Podcast《告白那一刻》，從自我生命覺察到作品感受賞析，節目企劃有系統且具生命力，搭配溫暖療癒的主持風格深入人心，與來賓及聽眾引起共鳴，共創許多感動一刻。《告白那一刻》也從上萬檔節目脫穎而出，曾入圍KKBOX Podcast 風雲榜「最佳主持人」，並多次獲得Apple Podcast編輯推薦。
近年開始主持流行音樂相關活動，包含連續三屆主持文化部「金音創作獎」後臺直擊（星光大道）、歌手及樂團專輯發表聽歌會。

## 獎項紀錄
| 年份   | 獲提名             | 獎項                                  | 結果 |
| ------ | ------------------ | ------------------------------------- | ---- |
| 2016年 | 《聽什麼東西》     | 第51屆廣播金鐘獎 流行音樂節目主持人獎 | 提名 |
| 2017年 | 《世界知識＋》     | 第52屆廣播金鐘獎 單元節目獎           | 提名 |
| 2018年 | 《尋找和平鴿》     | 第53屆廣播金鐘獎 企劃編撰獎           | 提名 |
| 2019年 | 《告白》           | 第54屆廣播金鐘獎 企劃編撰獎           | 獲獎 |
| 2020年 | 《告白》           | 第55屆廣播金鐘獎 企劃編撰獎           | 提名 |
| 2020年 | 《告白》           | 第55屆廣播金鐘獎 流行音樂節目獎       | 提名 |
| 2020年 | 《告白》           | 第55屆廣播金鐘獎 流行音樂節目主持人獎 | 提名 |
| 2022年 | 《告白那一刻》     | 第57屆廣播金鐘獎 流行音樂節目獎       | 提名 |
| 2022年 | 《告白那一刻》     | 第57屆廣播金鐘獎 企劃編撰獎           | 提名 |
| 2023年 | 《告白那一刻》     | 第58屆廣播金鐘獎 流行音樂節目獎       | 提名 |
| 2023年 | 《告白那一刻》     | 第58屆廣播金鐘獎 流行音樂節目主持人獎 | 提名 |
| 2024年 | 《告白那一刻》     | 第59屆廣播金鐘獎 流行音樂節目獎       | 提名 |
| 2024年 | 《那一天的情緒課》 | 第59屆廣播金鐘獎 社會關懷節目獎       | 獲獎 |
| 2024年 | 《那一天的情緒課》 | 第59屆廣播金鐘獎 社會關懷節目主持人獎 | 提名 |

| 年份   | 獲提名         | 獎項                                      | 結果 |
| ------ | -------------- | ----------------------------------------- | ---- |
| 2022年 | 《告白那一刻》 | 第二屆 KKBOX PODCAST風雲榜 年度最佳主持人 | 提名 |

| 年份   | 獲提名           | 獎項                                  | 結果 |
| ------ | ---------------- | ------------------------------------- | ---- |
| 2020年 | 《記住我們的歌》 | 2020文創產業新聞報導獎 廣播新聞報導獎 | 獲獎 |
| 2022年 | 《發聲什麼事》   | 2022文創產業新聞報導獎 廣播新聞報導獎 | 獲獎 |
| 2023年 | 《H.I.T.聲產線》 | 2023文創產業新聞報導獎 廣播新聞報導獎 | 獲獎 |

## 主持作品

### 星光大道
| 年份   | 節目                               | 搭檔             |
| ------ | ---------------------------------- | ---------------- |
| 2024年 | 文化部《第15屆金音創作獎後臺直擊》 | PiA 吳蓓雅       |
| 2023年 | 文化部《第14屆金音創作獎後臺直擊》 | Judy Chou 啾蒂俏 |
| 2022年 | 文化部《第13屆金音創作獎後臺直擊》 | Judy Chou 啾蒂俏 |

### 廣播節目
- 中央廣播電台《uē歌予你聽》
- 中央廣播電台《hái！佇遮啦》
- 中央廣播電台《那一天的情緒課》
- 漢聲廣播電台《早就喜歡你》
- 警察廣播電台《告白》
- 警察廣播電台《尋找和平鴿》
- 警察廣播電台《Music Runaway》
- 警察廣播電台《世界知識+》
- 警察廣播電台《內克來了》
- 警察廣播電台《聽什麼東西》

### Podcast節目
- 《告白那一刻》
- 新北市立淡水古蹟博物館《淡博名利》
- 彰化縣政府《彰話噪咖》
- 國立歷史博物館《臺灣有藝史》
- 內政部移民署《我們一家人 台灣新住力》《我們一家人 We are team Taiwan》
- 彰化縣二林鎮《二林好農說故事》

### 實體活動：音樂影視類
- 第42屆政大金旋獎決賽主持人
- The Tic  Tac樂團《想像的朋友》專輯聽歌會主持人
- 李嫣《第六病房》專輯聽歌會主持人
- 侑彤《光陰 Time, Light and Dark》專輯聽歌會
- 尋人啟事《減肥計劃》專輯聽歌會主持
- 電影《我的婆婆怎麼把OO搞丟了》[7]粉絲特別場主持
- 艾怡良《偏偏我卻都記得》專輯聽歌會主持
- 楊小黎「楊美麗Miss Beau!發片演唱會」主持人
- 黃奕儒「首張創作專輯」簽唱會主持人

### 實體活動：公部門/學校論壇活動類
- 台北市文化局文創永續培育計劃相關活動主持人
- 台北市政府熊讚慶生派對暨Live Podcast主持人
- 兩廳院TIFA演後座談會主持人
- 國立臺北大學北韻獎音樂講唱會主持人(2022~2025)
- 彰化縣政府「N Lab食宴式」活動主持人(2023~2024)
- 內政部移民署《我們一家人 台灣新住力》記者會
- 新北市立淡水古蹟博物館記者會與Live Podcaast主持
- 彰化縣政府「N Lab無限實驗室」活動記者會
- 彰化縣政府「永樂回來祭」系列活動記者會
- 新北市政府「府中露天電影夜」活動主持
- 國慶大典警廣現場轉播站主持人
- 總統就職典禮警廣現場轉播站主持人
- 國慶大典警廣現場轉播站主持人
- 警察節大典警廣現場轉播站主持人
- 警察節大典警政署臉書直播主持人
- 醒吾科技大學校園歌唱比賽主持人
- 國立中正大學校慶音樂會主持人
- 國立東華大學【洄瀾底蘊 東華永續】永續講座暨市集主持人

### 實體活動：春酒尾牙及其他活動
- 遠東商銀《AI數位轉型 遠銀永續前行》千人春酒活動主持人
- 益登科技集團《共好時代》千人年終尾牙活動主持人
- 播客煮「喝膽麥造2.0」Podcast串聯現場活動主持人
- 里民大會《里民春酒聽得趴》活動主持人
- 播客煮「喝膽麥造」Podcast串聯活動現場主持人

## 教學、評審與演講經歷
- 現任教於政治大學傳播學院廣播電視學系兼任專業技術級助理教授，開設「聲音自媒體應用與創作」。(2023年迄今)
- 曾任新加坡Fresh Music Awards評審。
- 曾任文化部影視及流行音樂產業局廣播節目補助案審查委員、廣播電臺年度審聽委員等。
- 曾任醒吾科技大學流行音樂創作系課程講師，教授「節目企劃」、「節目製作」課程。(2021年9月～2023年6月)
- 受邀演講—企業及公部門：中華郵政、新北市政府、慈濟基金會、2024新世代青年城市論壇高雄場、自媒體公會…等
- 受邀演講—學校：清華大學、陽明交通大學、世新大學、政治大學、東吳大學、中正大學…等

## 外部連結
- 內克的Facebook專頁
- 內克的Instagram帳戶
- 告白那一刻的Instagram帳戶